# Hassan Gnaoui
Hassan Gnaoui (1944 – 2002) was een poppenspeler, acteur en regisseur van Marokkaanse afkomst. Hij is de vader van de rapper Sef. Hij is onder ander bekend van de serie Prettig geregeld.
Gnaoui kwam als Marokkaans theatermaker naar Nederland

## Producties
- Afrikaanse spinsels - Theatergroep Pruim - 1985
- Magic Bus - Marokkaans Theater Projekt - 1986
- Joha, Anansi en de tijger - Theater Zoethout - 1988
- Anansi en de tijger - Theater Zoethout - 1988